# Энтомофторовые (семейство)
Энтомофторовые (лат. Entomophthoraceae) — семейство зигомицетовых грибов из порядка Энтомофторовые (Entomophthorales).

## Описание
Таллом состоит из хорошо различимой гифы, гифового тела и голых протопластов. Спороносцы ветвистые или не ветвистые. Споры бывают как одно-, так и двухъядерные.

## Биология
Облигатные паразиты насекомых.

## Представители
- Batkoa Humber, 1989 — Баткоа
- Entomophaga Batko, 1964 — Энтомофага
- Entomophthora Fresen., 1856 — Энтомофтора
  - [syn.  Culicicola], [syn.  Empusa], [syn.  Lamia], [syn.  Myiophyton]
- Erynia Nowak., 1881
- Eryniopsis Humber, 1984 — Эриниопсис
- Furia Humber, 1989
- Massospora Peck, 1879 — Массоспора
- Orthomyces Humber, 1989
- Pandora Humber, 1989
- Strongwellsea Batko & Weiser, 1965
- Tarichium Cohn, 1870 — Тарихий
- Triplosporium Cohn, 1870
- Zoophthora Batko, 1964 — Зоофтора